# ヘナタリ

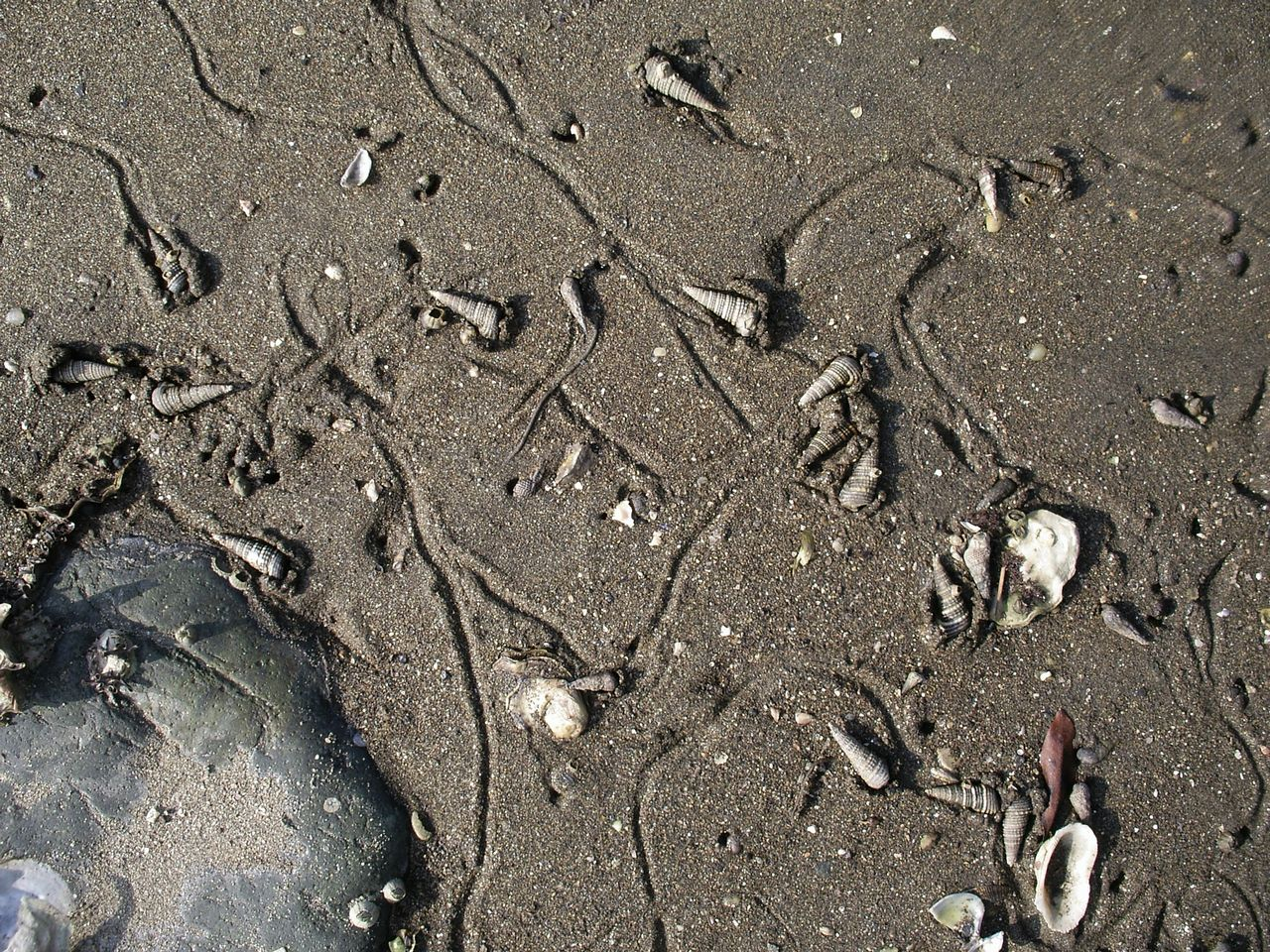
砂上のヘナタリとその這い跡。一回り小さいのはウミニナとホソウミニナ

ヘナタリ（甲香）、学名 Pirenella nipponica Ozawa & Reid in Reid & Ozawa, 2016は、キバウミニナ科に分類される巻貝の一種。東アジアの暖海域の砂泥干潟に生息する塔形の貝である。類似種とともにいわゆる「ウミニナ類」に含まれることが多い。和名末尾に「貝」をつけ、ヘナタリガイと呼ばれることもある。従来本種の学名とされきた "C." cingulata は日本に分布しない別種。

## 分布
- 日本（房総半島／石川県以南、沖縄島まで）
- 韓国
- 台湾
- 中国中部沿岸。

タイプ産地は三重県松阪市櫛田川河口。
かつてはインド西太平洋の温帯から熱帯域にかけての広い範囲に分布する全てがヘナタリ "C." cingulata という同一種だと考えられていたが、分子系統解析により、それらには外見が酷似した複数の種が含まれていることが判明した。それら”旧ヘナタリ”のうち、日本には本州以南に分布するヘナタリの他に、ヤエヤマヘナタリ Pirenella asiatica とスエヒロヘナタリ Pirenella microptera の2種が八重山群島に分布する。
本項はそのうちの一種ヘナタリについて説明する。

## 形態
成貝の貝殻は殻高32.6mmほどになり、塔形・堅質である。巻きの各層は膨らまず、全体の形は円錐形に近い。各層には3本の螺肋（巻きに沿って走るレール状の凸帯）と、螺肋を区切る黒っぽい螺溝が走る。特に一番上の螺肋は強く、その下にある一番目の螺溝も深くなり、それより下の2本の螺溝よりも強く明瞭になるのが本種の特徴とされる。なお3本の螺肋の最下部には4本目の螺肋の一部が縫合（巻きの繋ぎ目）の上に僅かにはみ出して見えることもあるが、これは本数には数えない。上層部には強い縦肋もあり、螺肋と交わってタイル状や顆粒状になるが、これらの彫刻は下層部では弱まる。成貝では殻口がラッパ状に外反し、水管が背中側に曲がり、殻口の左側面には縦の盛り上がりができる。殻の色は黄白色から橙色だが、黒褐色のものもいる。
日本産”ウミニナ類”の中では、殻に膨らみがなく円錐形に近いこと・黄色っぽく横しま模様が強いこと・殻口が独特の形になることで区別できる。ただし若い個体で黒みが強いものはカワアイとの区別がつけにくい場合がある。

### 生態
河口など汽水域の干潟に群れをなして生息し、干潟を好む生物群落の構成種となる。本種は淡水の影響がやや強く、澪筋や水たまりのある砂質か砂泥質の区域を好む。転石帯・岩礁地や、乾燥するほど高所の砂地には出現しない。本種より低所にカワアイ・ヤマトオサガニ・ヒメヤマトオサガニ、同所的にチゴガニ・アシハラガニ、高所にハクセンシオマネキ・ウミニナ・フトヘナタリなどが観察される。
干潮時に干潟を這いデトリタスを摂食する。摂餌後は砂泥上でじっとしているが、満潮時には砂泥の中に潜る。産卵期は夏で、泥地に紐状卵塊を産みつける。子供は幼生で孵化し、しばらく海中でプランクトン生活を送る。

## 分類
属

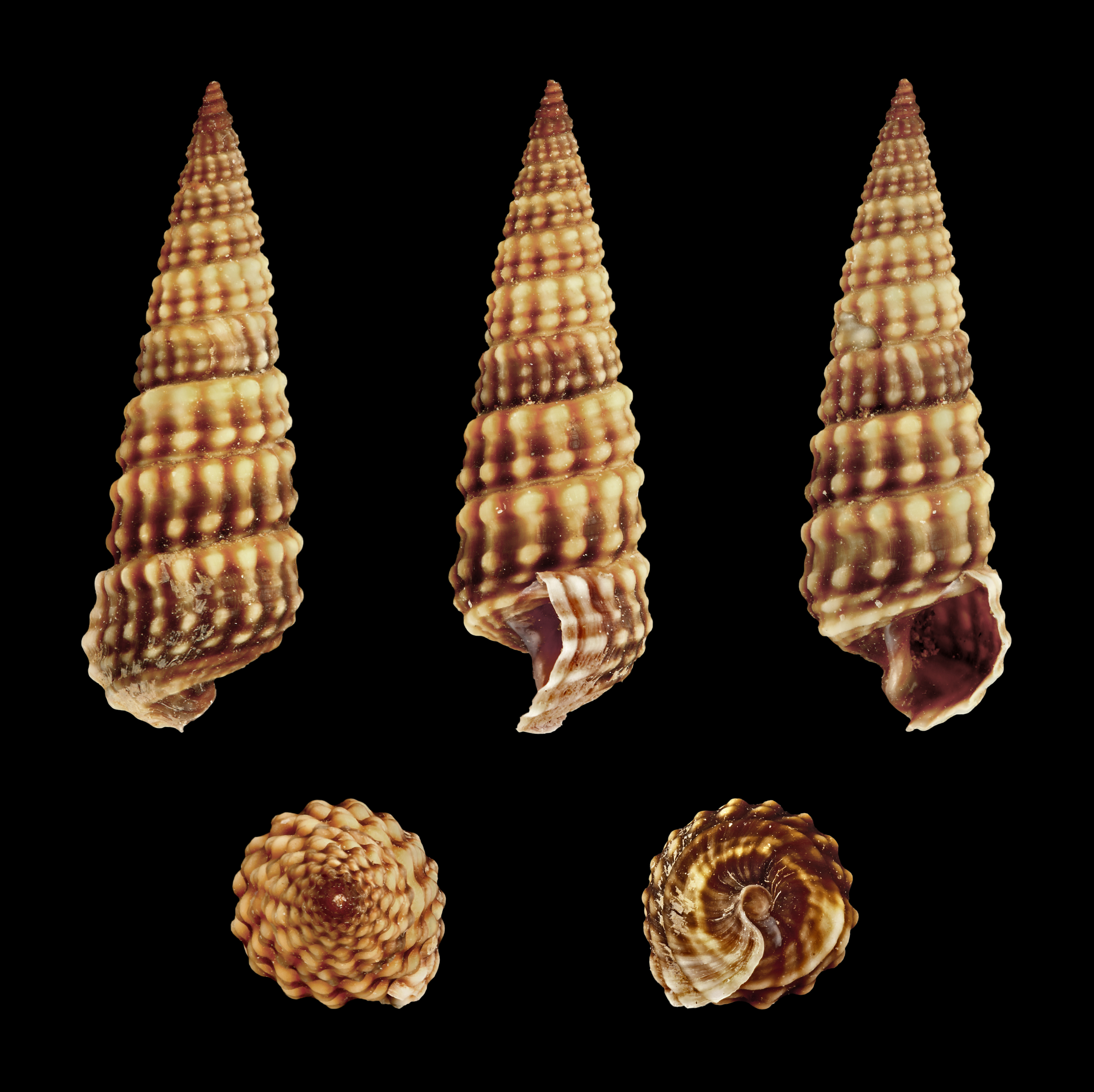
セイヨウヘナタリ
Pirenella conica
（Pirenella 属のタイプ種）

ヘナタリ類は21世紀初頭まではフトヘナタリ属 Cerithidea Swainson, 1840内のヘナタリ亜属 Cerithidea (Cerithideopsilla) として扱われて来た。しかしその後の分子系統解析により、亜属から独立のヘナタリ属 Cerithideopsilla Thiele, 1929に昇格されるとともに、他のヘナタリ類と外見や分布域がやや異なることから別属として扱われていたセイヨウヘナタリ Pirenella conica （地中海東部からインド洋西部に分布）も同属に分類すべきことが判明した。更にこのセイヨウヘナタリをタイプとする属名 Pirenella J.E. Gray, 1847の記載年が、1929年に記載されたヘナタリ属 Cerithideopsilla よりも早いため、国際動物命名規約の先取権のルール（早い者勝ち）に従ってヘナタリ類の属名は全て Pirenella に改められることになった。
種
20世紀までは殻の外見のみによる種の分類がなされていたが、21世紀になって分子系統解析が行われた結果、この属には外見での識別が難しい隠蔽種が複数含まれていることが明らかとなり、種名の整理と名前のない種についての新種記載がなされるなどして、2016年時点での本属の分類は下記のとおりになっている。このうち日本には5種が分布するとされ、古くから干潟の貝として知られてきたヘナタリやカワアイなども含む4種が2016年に改めて新種として記載された。
- Pirenella alata (Philippi, 1849)

37.5mmほど。中国南部、フィリピン、インドシナ半島、マレー半島、ボルネオ島、インドネシア、ベンガル湾など。タイプ産地（ネオタイプの産地）はミャンマーのラカイン州

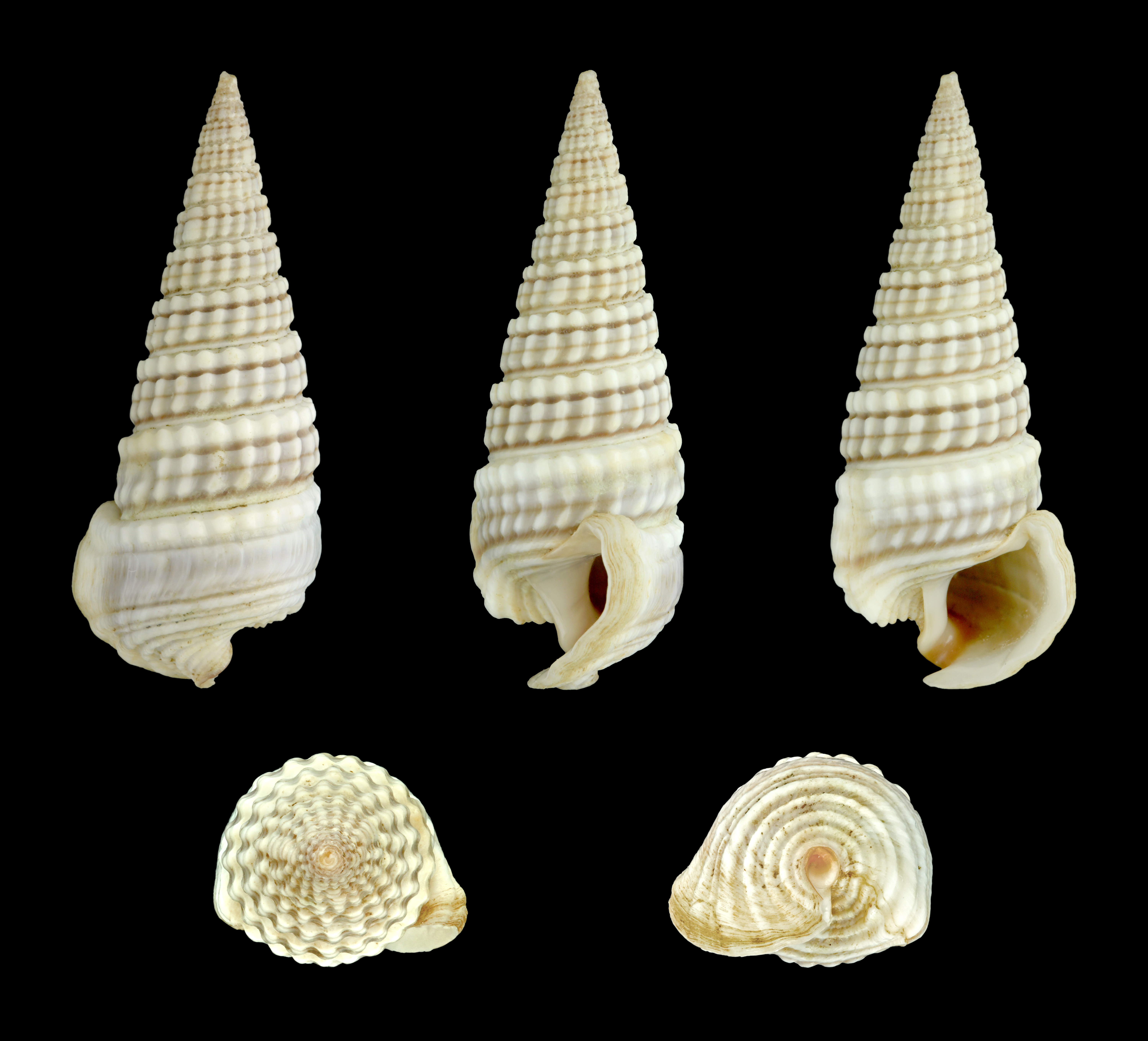
Pirenella arabica
アカバ湾（サウジアラビア）

- Pirenella arabica Reid in Reid & Ozawa, 2016

30.4mmほど。ペルシャ湾、南アラビア。タイプ産地はアジュマーンのKhor Zawra。
- Pirenella asiatica Ozawa & Reid in Reid & Ozawa, 2016　ヤエヤマヘナタリ

26.9mmほど。日本（八重山以南）、台湾、中国南部、ベトナム、タイ、シンガポール。タイプ産地は沖縄県西表島船浦。
- Pirenella austrocingulata Reid in Reid & Ozawa, 2016

28.5mmほど。インドネシア東部、パプアニューギニア、オーストラリア北部。タイプ産地はクイーンズランドのマグネティック島。
- Pirenella caiyingyai (Qian, Fang & He, 2013)

45.9mmほど。非常に細長い。広東省南部からトンキン湾。タイプ産地は広東省湛江市特呈島。
- Pirenella cancellata Ozawa & Reid in Reid & Ozawa, 2016 ヌノメヘナタリ

31.2mmほど。 日本（三重県以西）、韓国（順天）、中国沿岸。タイプ産地は熊本県天草市羊角湾。
- Pirenella cingulata (Gmelin, 1791)

37.0mmほど。ベトナム・ボルネオ島以西の東南アジア、インド全域。タイプ産地は（インドタミル・ナードゥ州の Tranquebar＝ターランガンバディ）。ヘナタリを含め外見が酷似した複数種が本種と混同されてきた。
- Pirenella conica (Blainville, 1829)　セイヨウヘナタリ

32.0mmほど。Pirenella 属のタイプ種。 やや細く殻口はほとんど広がらない。地中海東部、紅海、アフリカ東岸、ペルシア湾からスリランカまで。タイプ産地はイタリアシチリア島のマルサーラ。
- Pirenella delicatula Reid in Reid & Ozawa, 2016

22mmほど。オーストラリア北部。タイプ産地はブルーム (西オーストラリア州)のLookout Hill。
- Pirenella incisa (Hombron & Jacquinot, 1848)

49.0mmほど。中国南部、フィリピン、東南アジアからインド東部。タイプ産地はボルネオ。
- Pirenella microptera (Kiener, 1841)  スヘヒロヘナタリ

53.8mmほど。日本（西表島）、台湾、中国南部、フィリピン、マレー半島。タイプ産地はマレーシアのPulau Besar （ムラカの南東にある島）。
- Pirenella nanhaiensis Fu & Reid in Reid & Ozawa, 2016

28.0mmほど。台湾、中国南部沿岸.。タイプ産地は中国広西チワン族自治区防城港（トンキン湾）。
- Pirenella nipponica Ozawa & Reid in Reid & Ozawa, 2016 ヘナタリ

32.6mm。日本（本州中部以南-沖縄島）、韓国、台湾、中国中部沿岸。タイプ産地は三重県松阪市櫛田川河口。
- Pirenella pupiformis Ozawa & Reid in Reid & Ozawa, 2016　カワアイ

47.6mmほど。日本（宮城県以南）、韓国、中国沿岸（全域）、台湾、ベトナム。タイプ産地は三重県松阪市櫛田川河口。20世紀中期以降 djadjariensis の名で扱われてきた。
- Pirenella retifera (G.B. Sowerby II, 1855)

28.3mmほど。フィリピン。タイプ産地はフィリピンのシキホル島.。
- Pirenella rugosa Reid in Reid & Ozawa, 2016

25mmほど。オーストラリア北部（西オーストラリア、クイーンズランド）。タイプ産地は西オーストラリアのカーナーヴォン（Carnarvon）。

## 人間との関係
和名の由来は不明だが、日本ではかつて本種の角質の蓋をいぶして香に利用しており、漢字表記も「甲香」が充てられる。「へなたり」の名は鎌倉期の随筆『徒然草』第34段にも登場している。
人や地域によっては他のウミニナ類と同様に漁獲され、塩茹でなどで食用にされる。なお本種は異形吸虫 Heterophyes heterophyes の第1中間宿主として報告されている。ヘナタリの体内で成長したものが第2中間宿主のボラ・メナダ・ハゼ類などの汽水魚に入り、魚を生食したヒトの腸に寄生する。

### レッドリスト掲載状況
- 準絶滅危惧（NT）（環境省レッドリスト）

- 絶滅危惧I類 - 千葉県・兵庫県・高知県・福岡県・佐賀県
- 絶滅危惧II類 - 徳島県・愛媛県
- 準絶滅危惧 - 愛知県・熊本県・鹿児島県・沖縄県

河口域の砂泥干潟を生息地としているが、埋立・干拓・浚渫などで生息地が減少している。